# Seasons of Love

Seasons of Love est une chanson de la comédie musicale de théâtre Broadway Rent de 1996, écrite et composée par Jonathan Larson. 
La chanson commence par un procédé de piano ostinato, qui fournit le cadre harmonique pour que la distribution chante « Cinq cent vingt-cinq mille six cents minutes » (le nombre de minutes dans une année). Les principaux instruments utilisés tout au long de la chanson sont le piano, le chant, la guitare, l'orgue, la basse et la batterie. 
La chanson est interprétée par la distribution dans la comédie musicale et dans le film homonyme de 2005. Les paroles demandent quelle est la bonne manière de quantifier la valeur d'une année dans la vie humaine, concluant dans le refrain que le moyen le plus efficace est de « mesurer en amour ». Puisque quatre des personnages principaux ont le VIH ou le sida, la chanson est souvent associée à la Journée mondiale de lutte contre le sida et au mois de sensibilisation au sida. 